# Marsia il Giovane
Marsia il Giovane (in greco antico: Μαρσύας ὁ νεώτερος?, Marsýas ho neòteros; Filippi, ... – III secolo a.C.) è stato uno storico greco antico.

## Biografia
Le fonti antiche hanno tramandato poche notizie di Marsia il Giovane, così chiamato per distinguerlo dall'omonimo studioso macedone vissuto nel IV secolo a.C.
Marsia il Giovane era di Filippi, in Tracia, e sicuramente visse prima di Ateneo di Naucrati e di Plinio il Vecchio, che lo citano nelle loro opere. In particolare, Ateneo riporta che Marsia era un sacerdote di Eracle.

## Opere
Marsia scrisse un'opera storica o geografica in almeno sei libri chiamata Cose macedoni (in greco antico: Μακεδονικά?, Makedonikà), citata da Arpocrazione, un'opera di antiquaria in dodici libri detta Archeologia (in greco antico: Ἀρχαιολογία?, Archaiologhia), citata dalla Suda,  e un trattato in sette libri intitolato Cose mitiche (in greco antico: Μυθικά?, Mythikà).